# إميليو فيدال (دراج)
إميليو فيدال (بالإسبانية: Emilio Vidal)‏ هو دراج فنزويلي، ولد في 2 أبريل 1929.

## وصلات خارجية
- إميليو فيدال على موقع أرشيف الدراجات (الإنجليزية)
- إميليو فيدال على موقع إحصائيات الدراجات الإحترافية (الإنجليزية)
- إميليو فيدال على موقع أوليمبيديا (الإنجليزية)